# Pozas (San Sebastián)
Pozas es un barrio ubicado en el municipio de San Sebastián en el estado libre asociado de Puerto Rico. En el Censo de 2010 tenía una población de 3.515 habitantes y una densidad poblacional de 355,46 personas por km².

## Geografía
Pozas se encuentra ubicado en las coordenadas 18°19′58″N 67°1′6″O / 18.33278, -67.01833. Según la Oficina del Censo de los Estados Unidos, Pozas tiene una superficie total de 9.89 km², que corresponden a tierra firme.

## Demografía
Según el censo de 2010, había 3.515 personas residiendo en Pozas. La densidad de población era de 355,46 hab./km². De los 3.515 habitantes, Pozas estaba compuesto por el 87.17% blancos, el 3.04% eran afroamericanos, el 0.51% eran amerindios, el 0.14% eran asiáticos, el 5.66% eran de otras razas y el 3.47% pertenecían a dos o más razas. Del total de la población el 99.6% eran hispanos o latinos de cualquier raza.